# Törpeharkályformák
A törpeharkályformák (Picumninae) a madarak (Aves) osztályának harkályalakúak (Piciformes) rendjébe, ezen belül a harkályfélék (Picidae) családjába tartozó alcsalád.

## Kifejlődésük és rendszertani besorolásuk
Habár ez a madárág csak igen kevés fosszilis lelettel rendelkezik, a kutatók szerint a törpeharkályformák kifejlődése egyenes, nagyobb elágazás mentes volt. Feltételezések szerint, az afrikai és ázsiai elágazások újkeletűek. A molekuláris vizsgálatok, melyeket a történelem előtti földrajzi eseményekkel egyeztettek - fosszilis leletek hiányában -, a Sasia és Picumnus nemek, körülbelül a késő miocénben, azaz 8 millió éve alakulhattak ki.
Alcsaládi szinten a nyaktekercsformák (Jynginae), a törpeharkályformák (Picumninae) és a harkályformák (Picinae) között igen kicsi molekuláris táv van; ami azt jelenti, hogy a három csoport nem olyan rég vált szét; a legjobb idő a miocén közepére, körülbelül 15 millió évre tehető. A későbbi, azaz a 3 csoport további feldarabolódása a pliocénben és pleisztocénben történt meg, és a földrajzi, illetve az éghajlati változásoknak köszönhető.
A Nesoctites monotipikus nemet leválasztották egy önálló alcsaládba, mivel nagyon eltérőnek bizonyult a törpeharkályformák között.

## Tudnivalók
Az idetartozó fajok többsége Dél-Amerika trópusi részein élnek. Azonban az egyik afrikai és 3 faj ázsiai elterjedésű. Mint minden harkálynak, ezeknek is nagy fejük és hosszú nyelvük van. Továbbá lábaikon két ujj előre, míg két ujj hátra mutat. Más harkályoktól eltérően nincsenek, erős és merev farktollaik. A szürkés és barnás mintázatú tollazataik kiváló álcát biztosítanak nekik. A csőrük rövidebb és kevésbé vésőszerű; inkább a rothadt fák túrásához valók. Legfőbb táplálékuk a rothadó fákban élő rovarlárvák. Fészkeiket már meglévő odvakba, üregekbe készítik; sajátot nem vájnak maguknak. A tojásaik fehérek.

## Rendszerezés
Az alcsaládba az alábbi 2 madárnem és 30 faj tartozik:
- Picumnus Temminck, 1825 – 27 faj
- Sasia Hodgson, 1837 – 3 faj

### Fordítás
- Ez a szócikk részben vagy egészben  a   Piculet című angol Wikipédia-szócikk ezen változatának fordításán alapul.  Az eredeti cikk szerkesztőit annak laptörténete sorolja fel. Ez a jelzés csupán a megfogalmazás eredetét és a szerzői jogokat jelzi, nem szolgál a cikkben szereplő információk forrásmegjelöléseként.